# Robert Carew (Politiker, 1752)
Robert Shapland Carew (getauft 23. Juni 1752; † 29. März 1829) war ein anglo-irischer Politiker.

## Herkunft und Ausbildung
Robert Carew war der einzige Sohn von Shapland Carew und dessen Frau Dorothy Dobson. Sein Vater war ein Anwalt und Grundbesitzer aus Castleborough im County Wexford, der auch langjähriger Abgeordneter im Irish House of Commons war. Carew besuchte von 1765 bis 1767 Eton College, danach studierte er am Trinity College in Dublin und 1772 am Middle Temple in London.

## Tätigkeit als Politiker
1776 wurde Carew als Abgeordneter für die City von Waterford in das Irish House of Commons gewählt. Bis zur Auflösung des Parliament of Ireland aufgrund des Act of Union von 1800 blieb er Abgeordneter. Nach dem Act of Union durften auch die irischen Wahlbezirke Abgeordnete in das britische House of Commons entsenden. Carew wollte bei der Unterhauswahl von 1803 zunächst wieder für Waterford kandidieren, verzichtete aber dann zugunsten seines Schwagers Sir John Newport. Bei der Unterhauswahl 1806 kandidierte er mit Billigung der britischen Regierung erfolgreich für das County Wexford. Im House of Commons unterstützte er stillschweigend die Regierung Grenville. Aufgrund seiner schlechten Gesundheit verzichtete er bei der Unterhauswahl 1807 auf eine erneute Kandidatur.

## Heirat und Nachkommen
Im Mai 1783 hatte Carew Anne Pigott, eine Tochter von Reverend Richard Pigott aus Dysart geheiratet. Mit ihr hatte er einen Sohn und drei Töchter, darunter:
- Elizabeth Anne Carew († 1877) ⚭ William Blacker;
- Sarah Dobson Carew ⚭ Michael Creagh;
- Robert Shapland Carew, 1. Baron Carew  (1787–1856).